# Deklarowane napięcie zasilające
Deklarowane napięcie zasilające ({\displaystyle U_{c}}) – wartość napięcia zasilania, która w normalnych warunkach równa jest napięciu znamionowemu {\displaystyle U_{n}} sieci. Jeżeli w wyniku porozumienia między dostawcą a odbiorcą, w złączu sieci elektroenergetycznej występuje napięcie różniące się od znamionowego, wówczas to napięcie jest deklarowanym napięciem zasilającym. 
Innym stosowanym pojęciem jest tzw. napięcie referencyjne. Jest ono najczęściej deklarowanym napięciem w systemach WN i SN i znamionowym napięciem w systemie nn. 